# Pseudolagarobasidium leguminicola
Pseudolagarobasidium leguminicola är en svampart som beskrevs av J.C. Jang & T. Chen 1985. Pseudolagarobasidium leguminicola ingår i släktet Pseudolagarobasidium och familjen Phanerochaetaceae.   Inga underarter finns listade i Catalogue of Life.